# Епархия Мишкольца
Епархия Мишкольца (лат. Eparchia Miskolcensis) — епархия Венгерской грекокатолической церкви с центром в городе Мишкольце, Венгрия. Кафедральным собором епархии служит церковь Успения Пресвятой Богородицы в Мишкольце. Большинство прихожан епархии являются потомками этнических русин. Епархия Мишкольца входит в Хайдудорогскую митрополию.

## История
4 июня 1924 года Святой Престол учредил на территории Венгрии апостольский экзархат Мишкольца, который объединил 22 прихода, ранее принадлежавших епархиям Мукачева Русинской католической церкви и Прешова (сегодня — Архиепархия Прешова) Словацкой грекокатолической церкви. Эти приходы оказались на территории Венгрии после Трианонского договора. В отличие от приходов епархии Хайдудорога, использовавших венгерский язык, эти приходы использовали в литургии церковнославянский язык. Однако позднее, к началу Второй мировой войны, приходы экзархата Мишкольца также перешли на венгерский язык.
В 1972 году резиденция апостольского экзарха была переведена из Мишкольца в деревню Мучонь (венг.  Múcsony) с преобладающим русинским населением.
5 марта 2011 года Конгрегация по делам восточных церквей выпустила декрет «Ut aptius spirituali», которым передала апостольскому экзархату Мишкольца 29 приходов Хайдудорогской епархии.
20 марта 2015 года апостольский экзархат Мишкольца был преобразован в епархию, которая вошла в состав новообразованной Хайдудорогской митрополии.

## Ординарии апостольского экзархата
- архиепископ Антал Папп (14.07.1924 — 24.12.1945);
- епископ Миклош Дудаш (14.10.1946 — 15.07.1972);
- епископ Имре Тимко (07.01.1975 — 30.03.1988);
- епископ Силард Керестеш (30.06.1988 — 10.11.2007);
- епископ Петер Фюлёп Кочиш (апостольский администратор с 02.05.2008 по 05.03.2011);
- епископ Атаназ Орос (05.03.2011 — по настоящее время).

## Источник
- Annuario Pontificio, Libreria Editrice Vaticana, Città del Vaticano, 2010.